# Gene Kelly
Eugene Curran Kelly (Pittsburgh, 23 de agosto de 1912-Beverly Hills, 2 de febrero de 1996), más conocido como Gene Kelly, fue un actor, cantante, bailarín, director y coreógrafo estadounidense.

## Biografía
Gene Kelly nació en uno de los barrios más humildes de Pittsburgh (Pensilvania), en el seno de una familia obrera. Su padre era vendedor de fonógrafos y su madre, Harriet, fue la encargada de hacer que Gene y sus hermanos se interesaran por el mundo de la danza. Fue ella quien propulsó la formación del grupo The Five Kellys, compuesto por los cinco hermanos. Tras deshacerse el grupo, él y su hermano Fred continuaron bailando y preparando enérgicas coreografías bajo el nombre de The Kelly Brothers.
Durante la depresión económica de 1929 que sacude los Estados Unidos y mientras acababa sus estudios universitarios (se licenció en Económicas en 1933), Kelly comenzó a trabajar en diversos oficios para ayudar a sacar adelante a su familia. Finalmente, y como negocio familiar, inauguran una primera academia de baile en Pittsburgh y después una segunda en Johnstown, en las que Kelly trabaja como codirector y profesor de baile. Cuando las academias empiezan a funcionar, él cree llegado el momento de viajar a Nueva York e intentar encontrar trabajo como coreógrafo.

### Carrera cinematográfica

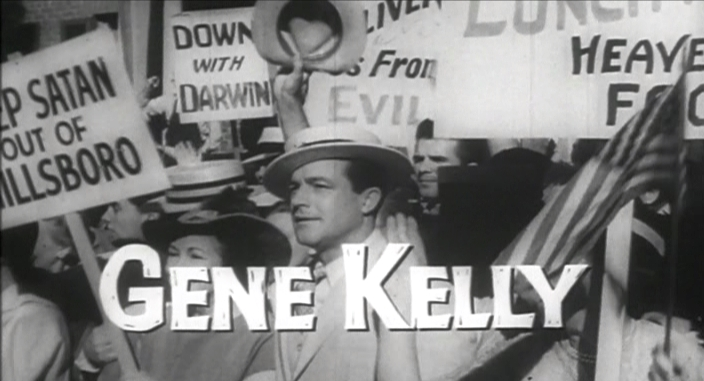
Gene Kelly en La herencia del viento, 1960

Así, en sus comienzos y con la firme decisión de convertirse en una figura del baile, Gene viaja a Nueva York y en poco tiempo consigue un gran éxito en Broadway protagonizando el musical Pal Joey (1940), en el que conoció a un bailarín del coro, Stanley Donen. Kelly reconoció en él importantes cualidades técnicas y le ofreció trabajar para él como ayudante. Con esta obra llamó la atención del famoso productor David O. Selznick y del presidente de la MGM Louis B. Mayer. Selznick le ofrece un contrato para trabajar en Hollywood, en donde se instala un año más tarde junto a su mujer Betsy Blair. Desafortunadamente, Selznick no estaba interesado en producir musicales y pensó que Kelly podría convertirse en un gran actor dramático, dejando de lado su carrera de bailarín. Sin embargo, Gene no estaba muy entusiasmado con la idea, por lo que recibió con agrado una oferta de la Metro-Goldwyn-Mayer (MGM) para protagonizar junto a Judy Garland la encantadora Por mi chica y por mí, dirigidos por el coreógrafo y director Busby Berkeley (La calle 42). La película en la que se ponía de manifiesto una química entre los dos protagonistas recibió muy buenas críticas, e hizo que Gene se convirtiera en el centro de atención de Hollywood.
Tras Por mi chica y por mí, realizó una serie de películas con la MGM, y en 1944 protagoniza Las modelos (Cover Girl, de Charles Vidor) (producida por la Columbia y protagonizada también por Rita Hayworth). En esta película Kelly coreografía, con la ayuda de Stanley Donen, uno de los números de baile más revolucionarios de la historia del musical americano, el Alter Ego, un complejo duelo entre el personaje de Kelly y su conciencia que resulta ser un gran éxito.
Las cosas le iban bien hasta que Pearl Harbor fue bombardeada y Gene decide alistarse y luchar por su país. Aunque en un principio no se lo permitieron, entre 1944 y 1946 se alistó y dirigió unos documentales patrocinados por el ejército estadounidense durante la Segunda Guerra Mundial.
A su vuelta revitalizó su popularidad con películas como Levando anclas (1945, George Sidney) en su primer film mítico junto a Frank Sinatra, que incluye un célebre número musical junto al personaje de animación Jerry (de Tom y Jerry); Ziegfield follies de Vincente Minnelli, de nuevo con Judy Garland y coincidiendo también con Fred Astaire y Lucille Ball; El pirata 1948, de Vincente Minnelli, en el que compartía cartel con Judy Garland de nuevo) y Los tres mosqueteros (The three Musketeers, 1948; de la mano de George Sidney). En esta última, todo un éxito en su momento y no musical, estuvo acompañado por June Allyson, Lana Turner y Van Heflin. Con Un día en Nueva York (On the town) hizo su debut como director junto a Donen. La película la protagoniza junto a Frank Sinatra y Vera Ellen. Fue tal el éxito alcanzado, que la película ha marcado historia en el cine musical. Por primera vez una película musical es rodada en escenarios exteriores reales, convirtiéndose la ciudad en la verdadera protagonista del filme. El estudio se dio cuenta del potencial artístico y creativo de Kelly y decidió darle mayor libertad a la hora de poner en práctica sus ideas. Esa libertad fue la que hizo posible que se realizaran los dos musicales más recordados de todos los tiempos.
Un americano en París (An american in Paris, 1951; de Vincente Minnelli) fue la película que elevó a Kelly al rango de superestrella. Fue uno de los mayores éxitos del año, llegando a conseguir seis premios Óscar de la Academia, entre los que destacan el de mejor película, y uno honorífico por la versatilidad de Gene como actor, cantante, bailarín, director, coreógrafo y, más concretamente, por su aportación al género del musical.
Al año siguiente, en 1952, Kelly volvió a hacer historia dirigiendo, coreografiando y protagonizando Cantando bajo la lluvia (Singin' in the rain), al lado de Donald O'Connor y Debbie Reynolds. Aunque en la actualidad está considerada como el mejor musical de todos los tiempos y una de las mejores películas de la historia, en aquellos años se vio eclipsada por el éxito de su predecesora. En 1954 continuó su fructífera colaboración con Vincente Minnelli en un film no muy apreciado en su día pero que se ha ido revalorizando con el tiempo: Brigadoon. It's always fair weather (1955), especie de continuación en tono de melodrama nostálgico y amargo de la citada Un día en Nueva York, también resultó ser muy alabada por la prensa y aunque no por el público debido al tono pesimista del musical. En 1956 rodó en Inglaterra uno de sus proyectos personales más ambiciosos: Invitación a la danza.
Tras esta gran oleada de éxitos, la carrera de Kelly empezó a declinar y a perder el esplendor conseguido. Apartado ya del musical, en 1960 realizó una de sus mejores interpretaciones en medio de un impresionante duelo interpretativo entre los legendarios Spencer Tracy y Fredric March en la película La herencia del viento de Stanley Kramer (uno de los grandes interrogantes sobre la carrera de Kelly es hasta donde hubiera llegado como actor dramático de no haber tenido como prioridad el mundo de la danza). Tanto su vida profesional como la personal se encontraban en un momento muy difícil. En 1957 su matrimonio de quince años con Betsy Blair (Marty, Calle Mayor) había terminado debido a la necesidad de crecimiento personal de Betsy. En 1960 Kelly se casó con Jeanne Coyne, quien desde hacía muchos años había sido su asistente y ayudante coreográfica y que años atrás había mantenido un breve matrimonio con su amigo Stanley Donen. De esta unión nacerían dos hijos, Tim y Bridget (tenía ya una hija de su primer matrimonio, Kerry).

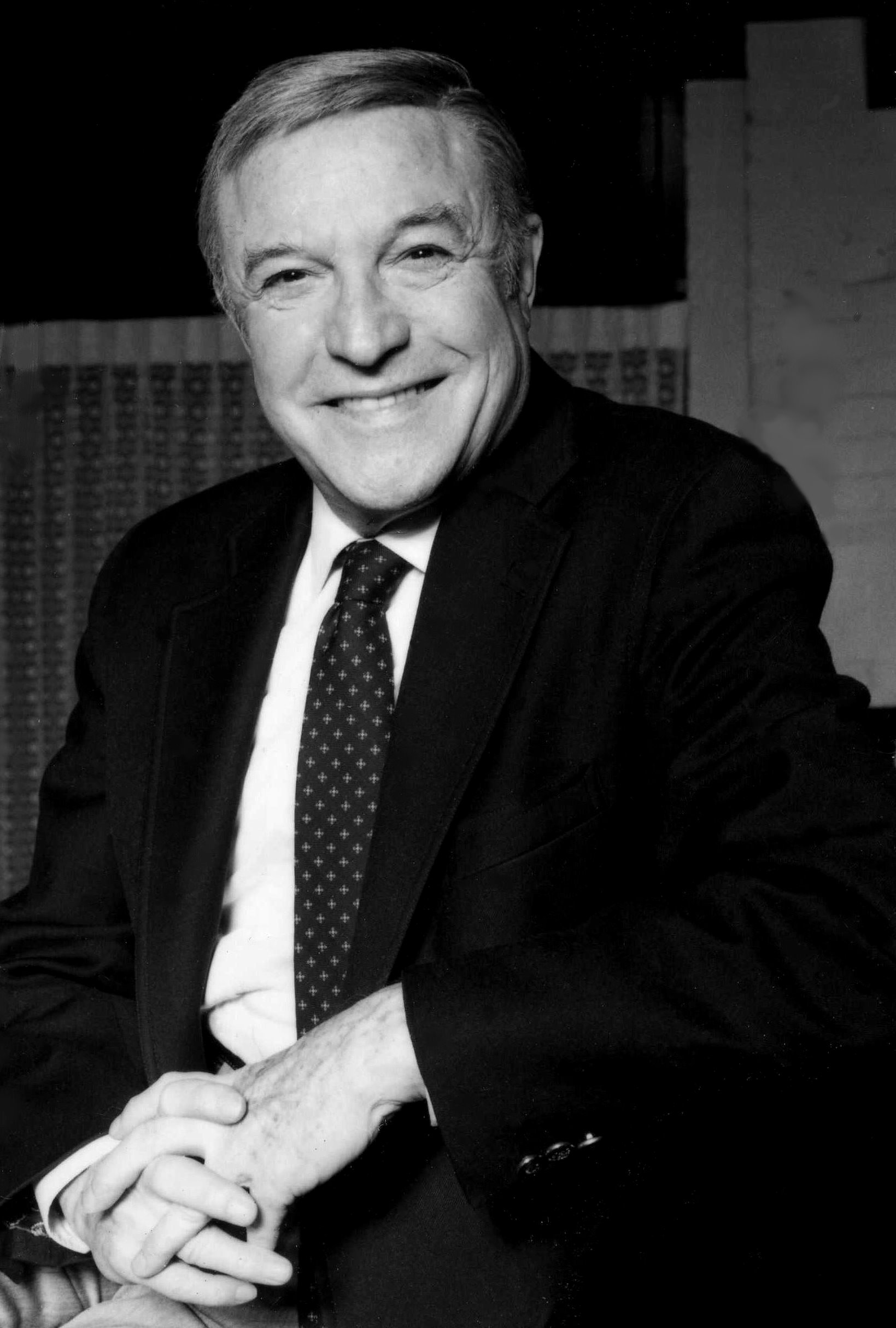
Gene Kelly, fotografiado por Allan Warren en 1986

En 1967, Gene Kelly participó en la clásica producción animada Jack y las habichuelas mágicas. Esta maravillosa realización, mezcla de animaciones y personajes reales, cuenta las aventuras de Jeremy (Gene Kelly) junto a Jack (Bobby Rhia), quienes suben por el tronco de una habichuela gigante hasta el palacio de un ogro. La dulce Serena está cautiva allí y Jeremy deberá rescatarla. 
Después de unos años de aparente olvido, recuperó la fama al dirigir a Barbra Streisand y Louis Armstrong en Hello, Dolly! (1969), así como a James Stewart y Henry Fonda en El club social de Cheyenne (The Cheyenne Social Club, 1970). Sin embargo, cuando Gene estaba empezando a conseguir mejores películas y mejores papeles, sufrió un duro golpe en su vida personal al diagnosticársele a su mujer leucemia, enfermedad de la que fallecería en 1973. Viudo y con dos hijos pequeños, decidió dedicarse a ellos y, a partir de ese momento, rechazó todos aquellos proyectos que pudieran tenerle lejos de Los Ángeles (California) durante un largo período. Erase una vez  Hollywood (1974), Hollywood, Hollywood (1976), y That's Entertainment III (1994), la tercera de estas exitosas películas antológicas sobre el cine musical y la comedia de los años dorados del cine estadounidense, fueron seguramente sus últimos filmes reseñables.
Durante la siguiente década, Gene realizó algunas intervenciones en televisión aceptando ocasionalmente algún trabajo como director. En 1980, realizó su última aparición en un musical pero, desafortunadamente Xanadu resultó todo un fracaso, aunque eso no impidió que la banda sonora, en la que él interpretaba y bailaba Whenever you're away from me a dúo con Olivia Newton-John, fuera un gran éxito de ventas. Xanadu fue la última aparición cinematográfica de Gene Kelly como actor. En 1985, recibió, entre otros muchos premios, el del American Film Institute en homenaje a toda su carrera profesional.
Gene Kelly murió el 2 de febrero de 1996 por complicaciones de dos ictus sufridos en julio de 1994 y en febrero de 1995.

## Filmografía

### Filmografía como intérprete
- 1942: Por mi chica y por mí
- 1943: Miles de aplausos
- 1943: La Dubarry era una dama
- 1944: Las modelos (Cover Girl)
- 1945: Levando anclas
- 1946: Ziegfeld Follies
- 1948: El pirata
- 1948: Los tres mosqueteros
- 1949: Un día en Nueva York
- 1949: Llévame a ver el partido (Take Me Out to the Ball Game)
- 1950: Repertorio de verano
- 1951: Un americano en París
- 1952: Cantando bajo la lluvia
- 1954: Brigadoon
- 1955: Siempre hace buen tiempo
- 1956: Invitación a la danza
- 1957: Las Girls (Les Girls)
- 1957: El camino feliz (the happy road)
- 1958: Marjorie Morningstar
- 1960: Inherit the Wind
- 1964: Ella y sus maridos (What a Way to Go!) de J. Lee Thompson.
- 1966: Las señoritas de Rochefort (Les demoiselles de Rochefort)
- 1967': Jack y las habichuelas mágicas (Jack and the Beanstalk)
- 1973: Cuarenta quilates
- 1974: Érase una vez en Hollywood (That's Entertainment!)
- 1976: Hollywood, Hollywood (That's Entertainment, Part II)
- 1980: Xanadú
- 1985: Esto sí es bailar
- 1994: That's Entertainment! III

### Filmografía como director
- 1949: Un día en Nueva York
- 1952: Cantando bajo la lluvia
- 1955: Siempre hace buen tiempo
- 1956: Invitación a la danza
- 1957: El camino feliz (The Happy Road)
- 1958: Mi marido se divierte
- 1967: Guía para el hombre casado
- 1969: Hello, Dolly!
- 1970: El club social de Cheyenne
- 1976: Hollywood, Hollywood

### Filmografía como guionista
- 1956: Invitación a la danza

### Filmografía como productor ejecutivo
- 1985: Esto sí es bailar

## Premios y distinciones
Premios Óscar
| Año  | Categoría        | Película         | Resultado |
| ---- | ---------------- | ---------------- | --------- |
| 1946 | Mejor actor      | Levando anclas   | Nominado  |
| 1952 | Óscar honorífico | Óscar honorífico | Ganador   |

Festival Internacional de Cine de Berlín
| Año  | Categoría  | Película              | Resultado |
| ---- | ---------- | --------------------- | --------- |
| 1956 | Oso de Oro | Invitación a la danza | Ganador   |